# Paddy Butler
Pas d'image ? Cliquez ici

a Compétitions nationales et continentales officielles uniquement.

b Matchs officiels uniquement.
Dernière mise à jour le 27 mai 2025.
Patrick « Paddy » Butler , né le 1er décembre 1990 à Cashel (Irlande, est un joueur irlandais de rugby à XV évoluant au poste de troisième ligne.

## Carrière

### En club
Paddy Butler s'engage en 2010 à seulement 20 ans avec le Munster Rugby. Il fait ses débuts professionnels contre le Connacht le 27 décembre 2010.
En manque de temps de jeu, il décide de quitter le club à l'issue de la saison 2014-2015. En cinq saisons, il aura disputé 52 matchs de Pro12 et 10 matchs de Coupe d'Europe.
Paddy Butler rejoint la Section paloise en 2015 en compagnie de deux autres irlandais de Sean Dougall et James Coughlan.
En fin de contrat à l'issue de la saison 2018-2019, il n'est pas conservé par le club béarnais. La même année, il rejoint le groupe d'entraînement du Munster pour préparer la saison 2019-2020. En quatre saisons, il aura disputé 76 matchs de Top 14 et 15 matchs de Challenge européen.
En janvier 2020, il s'engage dans le championnat japonais avec le Yamaha Júbilo pour deux saisons.
Début 2022 , il quitte les Yamaha Júbilo et s'engage en faveur du club japonais des Honda Heat.

### En équipe nationale
Paddy Butler participe au Tournoi des Six Nations des moins de 20 ans en 2010 avec la sélection irlandaise, mais aussi au Championnat du monde junior en Argentine la même année

## Palmarès
- Finaliste du Pro12 en 2015 avec le Munster